# 258P/PANSTARRS
258P/PANSTARRS, komet Jupiterove obitelji